# Резников, Андрей Викторович
Андре́й Ви́кторович Ре́зников (род. 23 октября 1978, Ленинград) — российский композитор, продюсер и автор песен. Генеральный продюсер «Радио Рекорд», лауреат премий «Песня года» и «Золотой граммофон». Сын композитора Виктора Резникова.

## Биография
Родился 23 октября 1978 года в Ленинграде в семье композитора Виктора Михайловича Резникова и Людмилы Александровны Кольчугиной.
В 6 лет начал заниматься творчеством. Его отец, Виктор Резников вместе с Михаилом Боярским создали музыкальный квартет, в состав которого вошли также их сыновья Андрей Резников и Сергей Боярский.
В 1986 году квартет дебютирует с песней «Динозаврики». Чуть позже квартет отцов и детей записал также композиции «Домовой» и «Ночь, прочь!».
Был задействован в съемках фильма «Рок-н-ролл для принцесс».
Окончил филологический факультет СПбГУ по специальности английская филология и перевод.
Является генеральным продюсером «Радио Рекорд» с 2001 года. В 2010 году занимал пост генерального продюсера MTV Russia.
Продюсировал проекты «МС Вспышкин и Никифоровна» и «Радиокафе». Идейный вдохновитель и организатор фестивалей в России — VK Fest, Sensation, Pirate Station, Маятник Фуко, Супердискотека 90-х и др.

## Семья
- Отец — Виктор Михайлович Резников (9 мая 1952 — 25 февраля 1992), советский и российский композитор.
- Мать — Людмила Александровна Кольчугина (род. 5 февраля 1955), генеральный директор «Радио Рекорд».
- Младшая сестра — Анна Викторовна Резникова (род. 18 июля 1988), шоу-директор «Радио Рекорд»[4].

## Награды
- 2016 — Песня года[5]
- 2016 — Золотой граммофон
- 2017 — Золотой граммофон[6]

## Дискография
| Год  | Исполнитель                                            | Название                              | Авторство     |
| ---- | ------------------------------------------------------ | ------------------------------------- | ------------- |
| 2015 | Филипп Киркоров                                        | Прохожие                              | музыка, текст |
| 2016 | Николай Басков                                         | Посвящение женщинам                   | музыка, текст |
| 2017 | Александр Маршал                                       | Мы вернёмся домой                     | музыка, текст |
| 2017 | Люся Чеботина                                          | Пина Колада                           | музыка, текст |
| 2017 | Юлианна Караулова                                      | Лучший враг                           | музыка, текст |
| 2018 | Люся Чеботина, Андрей Резников                         | Давайте вспомним всех                 | музыка, текст |
| 2018 | Ida Galich                                             | Дима                                  | музыка, текст |
| 2018 | Люся Чеботина                                          | Плохая девчонка                       | музыка, текст |
| 2018 | Люся Чеботина                                          | Два выстрела                          | музыка, текст |
| 2019 | Александр Маршал, Николай Расторгуев, Александр Иванов | Хорошо                                | музыка, текст |
| 2019 | Андрей Резников                                        | Давайте вспомним всех                 | музыка, текст |
| 2019 | ANIVAR                                                 | Любимый человек                       | музыка, текст |
| 2021 | Филипп Киркоров                                        | Раненый из фильма «Ёлки 8».           | музыка, текст |
| 2022 | ANIVAR                                                 | Билет в бесконечность                 | музыка, текст |
| 2023 | Филипп Киркоров                                        | Если ты уйдешь песня к к/ф «Нюрнберг» | музыка, текст |

## Клипы
- Виктор Резников, Михаил Боярский, Андрей Резников, Сергей Боярский — Динозаврики
- Андрей Резников и Сергей Боярский — Льдинка
- Виктор Резников, Михаил Боярский, Андрей Резников, Сергей Боярский — Ночь, прочь
- Люся Чеботина, Андрей Резников — Давайте вспомним всех
- Андрей Резников — Такси

## Фестивали
- VK Fest
- Pirate Station
- Sensation
- Trancemission
- Супердискотека 90-х
- Black X-mas
- Видфест
- Маятник Фуко
- Innocence